# Eamonn McCabe
Eamonn McCabe (28. července 1948 Londýn – 2. října 2022 Suffolk) byl britský fotograf. Začínal jako sportovní fotograf a později se věnoval redakční portrétní fotografii. Mnoho z jeho portrétů se nachází ve sbírce Národní portrétní galerie v Londýně.

## Počátky
McCabe se narodil v severním Londýně v roce 1948. Krátce navštěvoval filmovou školu v San Franciscu, ale jinak byl ve fotografování samouk.

## Kariéra
McCabe začal v roce 1976 pracovat pro britské noviny The Observer. Svou kariéru zahájil jako sportovní fotograf, v letech 1978 až 1984 čtyřikrát vyhrál cenu Sports Photographer of the Year. Poté obrátil svou pozornost k obecnému redakčnímu portrétování pro The Observer a The Guardian. Fotograficky přispíval do týdeníku Guardian Profile.
Autorova práce zahrnuje řadu témat a subjektů, ale z velké části se soustředil na portréty umělců. Patří mezi ně herci, spisovatelé, básníci, umělci a hudebníci. McCabe se také věnoval sportovní fotografii a zachytil postavy v akci. Jako sportovní fotograf se v roce 1985 zúčastnil finále Evropského poháru mezi Liverpoolem a Juventusem, ale skončil jako zpravodajský fotograf, když zjistil, že pořizuje slavné, ale tragické snímky katastrofy na stadionu Heysel.
McCabe pracoval jako editor obrázků pro Decade, Phaidonovu fotografickou recenzi prvních deseti let nového tisíciletí. Byl hostujícím vedoucím pracovníkem ve fotografii na University of Suffolk, byl držitelem čestného doktorátu na University of East Anglia a Staffordshire University a byl čestným profesorem na Thames Valley University.

## Osobní život
McCabe byl až do své smrti ženatý s Rebeccou Smithersovou. Spolu měli jedno dítě. Měl také další dítě z předchozího manželství.
McCabe zemřel 2. října 2022 ve svém domě v Suffolku. Bylo mu 74 let.

## Publikace
- Eamonn McCabe: Sportovní fotograf. Londýn: Aurum, 1982. Sestavil Geoffrey Nicholson. ISBN 978-0906053393. Předmluva: Hugh McIlvanney.
- Papež v Británii: Oficiální záznam. Londýn: Bodley Head, 1982. ISBN 9780370309255 Předmluva: Basil Hume a Gordon Gray.
- Eamonn McCabe: Fotograf. Londýn: Kingswood, 1987. ISBN 9780434981106 S textem Simona Barnese a předmluva: Edward Lucie-Smith.
- Tvorba skvělých fotografií: přístupy a techniky mistrů. Newton Abbot: David & Charles, 2005; 2008.
- Umělci a jejich studia. Bitva: Angela Patchell, 2008. Fotografie: McCabe, text: Michael McNaye. ISBN 9781906245061
- Dekáda. Phaidon, 2010. Editoval McCabe. ISBN 978-0714857688 Text: Terence McName.
- Shora: Příběh letecké fotografie. Laurence King, 2019. McCabe a Gemmy Padley. ISBN 978-1786275219

## Sbírky
McCabeho dílo se nachází v následující stálé sbírce:
- Národní portrétní galerie (Londýn): 29 výtisků (stav k 28. lednu 2022)[1]